# Парфенович, Владимир Владимирович
Владимир Владимирович Парфенович (род. 2 декабря 1958, Минск) — советский белорусский спортсмен, гребец на байдарке. Заслуженный мастер спорта СССР (1979). Выступал за «Динамо» Минск. Единственный в мире байдарочник, выигравший 3 золотые медали в рамках одних Олимпийских игр.
В 1980—1983 годах Владимир Парфенович четырежды признавался лучшим спортсменом Белорусской ССР.
После окончания спортивной карьеры занимался бизнесом. В 2000—2004 годах был депутатом парламента Беларуси (руководитель депутатской группы «Республика»). Вместе с депутатами своей группы в 2004 году объявил голодовку против третьего президентского срока Александра Лукашенко, за внесение изменений в Избирательный Кодекс.
До 2004 года — член Национального олимпийского комитета. В 2013—2015 годах работал главным тренером национальных сборных Российской Федерации по гребле на байдарках и каноэ.

## Заслуги
- Трёхкратный олимпийский чемпион Игр 1980 года в Москве (в том числе дважды — на байдарке-двойке вместе с С. Чухраем). Чемпион мира (1979, 1981, 1982 и 1983 годов), Чемпион СССР (1977, 1979, 1981, 1982, 1983 и 1984 годов).
- Награждён орденами Трудового Красного Знамени и Дружбы народов.